# کامی فلاماریون
نیکولا کامی فلاماریون، (به فرانسوی: Nicolas Camille Flammarion)، نویسنده و اخترشناس فرانسوی، (۲۶ فوریه ۱۸۴۲ تا ۳ ژوئن ۱۹۲۵)، نویسنده‌ای پرکار با بیش از پنجاه عنوان، از جمله نوشتارهای دانشی پرخوانندهٔ علم به زبان ساده، بیشتر آن‌ها کارهایی در مورد اخترشناسی، و پیش از آن‌ها در آغاز کار، چند رمان شایان توجه علمی–تخیلی، و نیز کارهایی در زمینهٔ بررسی‌های روانی و موضوعات مرتبط به آن بود. او مجلهٔ اخترشناسی (L'Astronomie) را؛ که در سال ۱۸۸۲ انتشار آن را آغاز کرده‌بود، منتشر می‌کرد. کمیل فلاماریون رصدخانهٔ خصوصی خود را در (Juvisy-sur-Orge)، فرانسه اداره می‌کرد.

## سیارهٔ مریخ
کامی فلاماریون هم‌زمان با جووانی اسکیاپارلی اخترشناس ایتالیایی، به گونهٔ گسترده‌ای درگیر تحقیق و بررسی به اصطلاح آن روز «کانال‌های» مریخ، در طول دهه‌های ۱۸۸۰ و ۱۸۹۰ بود. مانند اخترشناس آمریکایی پرسیوال لوول، او هم بر این باور بود که "کانال‌ها در ماهیت خود ساختگی (مصنوعی) هستند و به احتمال زیاد "رودخانه‌های پیشینند و با هدف توزیع سرتاسری آب به سطح قاره‌ها اصلاح شده‌اند." " او همچنین باور داشت که آن سیاره در مرحلهٔ پیش‌رفتهٔ سکونتی خود قرار دارد، و این کانال‌ها نتیجه تلاش و ساختهٔ گونه‌های پیشرفتهٔ هوشمندی هستند که می‌کوشند در یک دنیای خشک به زندگی ادامه دهند.

## میراث
نام‌های تریتون و آمالتئا به ترتیب برای ماه‌های نپتون و مشتری را نخست او پیشنهاد کرد، هرچند این نام‌ها چندین دهه بعد رسماً به تصویب رسیدند. جرج گاموف فیزیکدان تجربی برجسته و کاشف واپاشی آلفا در تونل‌زنی کوانتومی، کامی فلاماریون را به عنوان شخصیتی که تأثیر قابل توجهی در پیدا کردن علاقه به دانش فیزیک در دوران کودکی او داشته نام می‌برد.

## ترجمه فارسی آثار
به نظر می‌رسد آثار فلاماریون نخستین بار توسط میرزا ابوطالب زنجانی در اواخر دوران ناصرالدین‌شاه  به فارسی ترجمه شده و به چاپ رسیده است.